# 近接性
近接性（きんせつせい、英語: accessibility）とは、近づきやすさを示す概念で、地理学で用いられてきた。空間的側面を踏まえた地域構造の把握を行う上で用いられる測度の1つで、グラフ理論の見方に基づくと、2つのノード間での相対的な近づきやすさとみなせる。
近接性の概念は交通ネットワークの分析において利用できる。そのためには、交通ネットワークをノード（交通結節点にあたる）とリンク（交通路にあたる）で表示できるようにすることが求められる。
このほか、産業立地分析、買物行動モデル、都市計画・地域計画、地域経済などで近接性の概念を利用できるほか、政策や企業活動の実行の上での有用なツールにもなる。

## 分類
Ingram (1971)によると、近接性は、特定2地点間の近づきやすさを示す相対的近接性（relative accessibility）と、特定1地点を基準とした地域全体への近づきやすさを示す積分的近接性（integral accessibility）の2つに分けられる。両者の関係性は以下の式で表される。
{\displaystyle A_{i}=\sum _{j=1}^{n}{a_{ij}}}
ここで、{\displaystyle a_{ij}}は地点{\displaystyle ij}間の距離すなわち相対的近接性、{\displaystyle A_{i}}は地点{\displaystyle i}の積分的近接性である。
近接性の分析の研究では、地域全体を考慮した積分的近接性を扱うことが多い。なお、相対的近接性は、空間的相互作用の研究として行われ得る。

## 研究史
広義には、ヨハン・ハインリヒ・フォン・チューネンの『孤立国』でも近接性の概念が用いられたとされる。近接性を定量的に分析した最古の研究として、アルフレート・ヴェーバーの工業立地論、ウィリアム・J・ライリーの小売引力モデルが挙げられる。その後、積分的近接性を取り上げた最古の研究として、ジョン・スチュワートによる人口ポテンシャルの測定が挙げられる。
1990年代以降は、地理情報システムを利用した研究がよく行われるようになった。

## 測度
近接性の測度として、Pirie (1979)をもとに一部修正して、ネットワークに基づく測度、ポテンシャル測度、累積機会に基づく測度の3つに分類することができる。

### ネットワークに基づく測度
ネットワークに基づく測度では、近接性は以下の式で求められる。
{\displaystyle A_{i}=\sum _{j=1}^{n}{d_{ij}}}
ただし、{\displaystyle A_{i}}は地域{\displaystyle i}の近接性、{\displaystyle d_{ij}}は地域{\displaystyle ij}間距離、{\displaystyle n}は地区数である。
ネットワークが、トポロジカルなネットワーク（ノードとリンクのみ）か有値ネットワーク（リンクに属性データを含む）かで、{\displaystyle d_{ij}}の扱いが異なる。前者では交通・通信による地域間結合の影響を考慮しないが、後者では影響が考慮される。

### ポテンシャル測度
ポテンシャル測度として、以下のものが挙げられる。
重力モデル測度は、重力モデルや人口ポテンシャルをもとにした測度であり、以下の式で表される。
{\displaystyle A_{i}=\sum _{j=1}^{n}{\frac {P_{j}}{{d_{ij}}^{\alpha }}}}
ただし、{\displaystyle P_{j}}は地域{\displaystyle j}における吸引力変数、{\displaystyle d_{ij}}は地域{\displaystyle ij}間の距離、{\displaystyle \alpha }は距離減衰パラメータである。
この測度では、{\displaystyle A_{i}}が大きいほど、近接性も大きくなる。
輸送コスト測度は、輸送コストを考慮した測度であり、以下の式で表される。
{\displaystyle A_{i}=\sum _{j=1}^{n}{P_{j}T_{ij}}}
この測度では、{\displaystyle A_{i}}が小さいほど、近接性も大きくなる。
接触ポテンシャル測度は、時間地理学の概念を用いて、特定の都市の有効滞在時間に着目した測度で、以下の式で表される。
{\displaystyle A_{i}=\sum _{j=1}^{n}{T_{ij}P_{j}}}
ここで、{\displaystyle A_{i}}は都市{\displaystyle i}における接触ポテンシャル型近接性、{\displaystyle T_{ij}}は、都市{\displaystyle j}からの都市{\displaystyle i}の訪問者の有効滞在時間、{\displaystyle P_{j}}は都市{\displaystyle j}の人口である。

### 累積機会に基づく測度
累積機会に基づく測度は、対象地域から一定距離以内の吸引力変数（attractor variables）の総和で求められる。以下の式で表示される。
{\displaystyle A_{ik}=\sum _{j\in [d_{ij}\leq D]}{O_{jk}}}
ただし、{\displaystyle A_{ik}}は、地域{\displaystyle i} 属性{\displaystyle k}の吸引力変数に対する近接性、{\displaystyle O_{jk}}は、地域{\displaystyle j} 属性{\displaystyle k}の吸引力変数、{\displaystyle d_{ij}}は地域{\displaystyle ij}間距離、{\displaystyle D}は近接性を計算する上での限界距離である。

## 地理情報システムの影響
1990年代以降は、地理情報システム（GIS）を利用した研究がよく行われるようになった。GISは近接性の分析に要する作業量と作業時間を大きく減らし、精密な分析を可能にした。GISの使用により、分析対象地域の広域化、対象地域のミクロな分析、道路距離・時間距離・費用距離の測定、複数の交通手段の利用時の分析、結果の可視化などが可能となった。
この他、今まで計算機の性能上困難だった、時間地理学の概念を利用した時空間測度（個々の生活行動に基づく近接性）の分析も行えるようになった。